# Ексума
Ексума (англ. Exuma) — район Багамських Островів, що складається з більш ніж 365 островів та рифів. Найбільшим островом є Великий Ексума. На ньому розташований адміністративний центр району — місто Джорджтаун. Великий Ексума з'єднаний невеликим мостом з островим Малий Ексума. Площа району становить 250 км², з них Великий Ексума займає 150 км², Малий Ексума — бл. 25 км².

## Пам'ятки
- Цікавими рифами й пещерами архіпелаг приваблює яхтсменів і дайверів. Багато пляжів і печер, а також рифи перед узбережжям є частиною природоохоронного парку Exuma National Land and Sea Park of the Bahamas National Trust.
- На одному з островів Ексуми живуть здичавілі домашні свині, які зовсім не бояться людей, тому його називають Свинячим[1].